# Filoksenos II
Filoksenos II (ur. ?, zm. ?) – w latach 1387–1421 88. syryjsko-prawosławny Patriarcha Antiochii. 